# Special Olympics World Winter Games 1985
Die 3. Special Olympics World Winter Games fanden vom 24. März bis 29. März 1985 in Park City, Utah, USA statt.

## Bezeichnung
Die offizielle Bezeichnung lautete damals International Games, seit 1991 wird von Special Olympics World Summer Games und Special Olympics World Winter Games gesprochen.

## Austragungsorte und Sportarten
Die 3. Special Olympics World Winter Games wurden vom 24. bis 29. März 1985 in Park City veranstaltet. Es wurden Eislaufen und Skifahren angeboten.

## Teilnehmer
750 Athleten aus 12 Ländern reisten für die Spiele an. Die Angaben zu den teilnehmenden Ländern schwankt in den Quellen zwischen 12 und 14.
Erstmals nahmen drei Athleten aus Österreich an Weltspielen von Special Olympics teil.